# Let's Roll

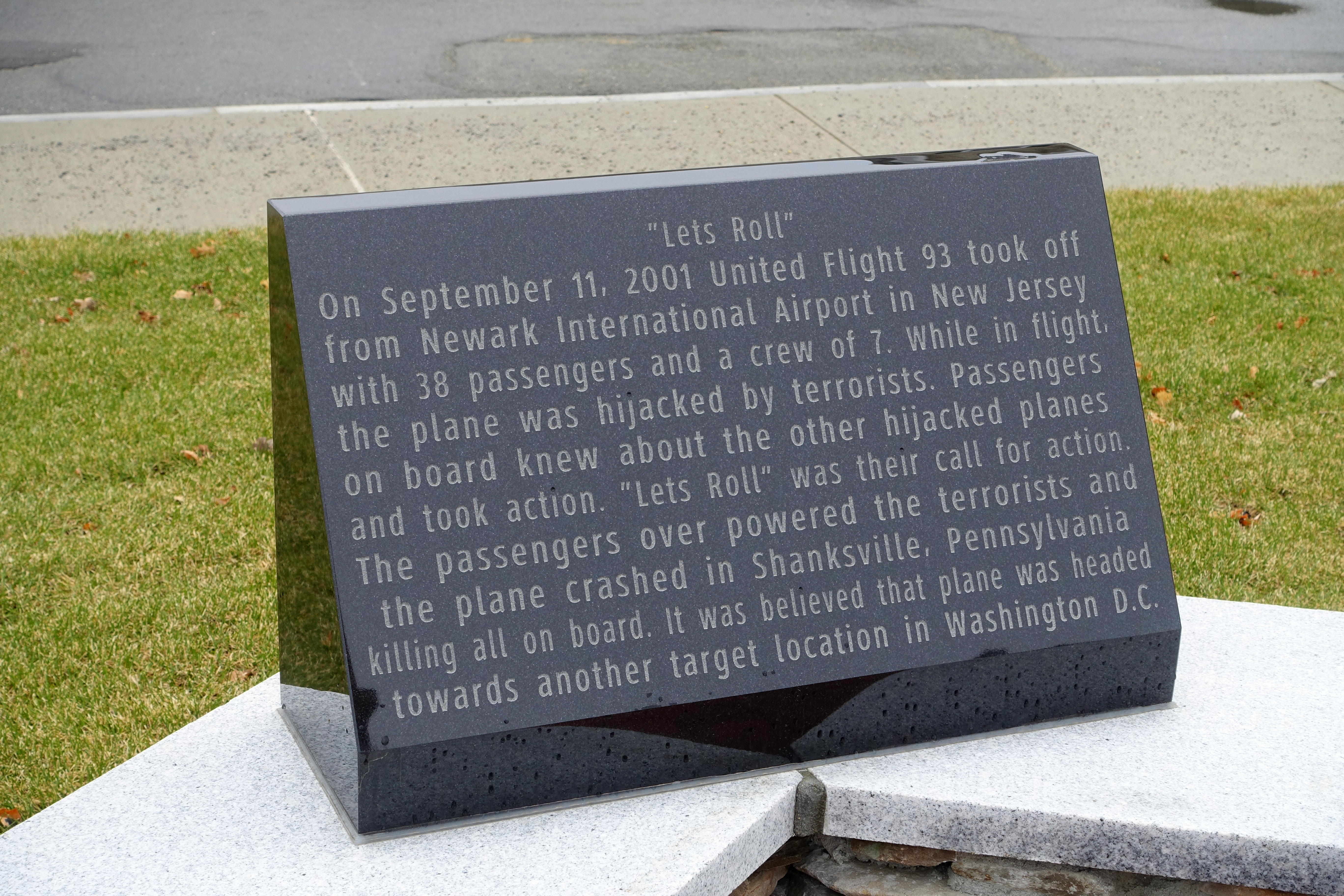
Placa conmemorativa del 9-11 en Westborough, Massachusetts, EE. UU.

Let's roll es una frase en inglés que ha sido utilizada  como un término para avanzar y comenzar una actividad, ataque, misión o proyecto. Después de los ataques del 11 de septiembre de 2001, la frase, especialmente en los Estados Unidos, ha llegado a simbolizar el heroísmo, el autosacrificio y la iniciativa en una situación difícil. Este uso de la frase fue inspirado por las últimas palabras de Todd Beamer (pasajero del Vuelo 93 de United Airlines, el único de los cuatro aviones que no llegó a su objetivo terrorista, el Capitolio de los Estados Unidos): "Are you guys ready? Okay, let's roll!" (¿Están listos? Ok, vamos a rodar!) La frase ha sido muy utilizada como grito de guerra.